# ブラックブラック
ブラックブラックガム（BLACK BLACK）は、ロッテのガム。
強力なミントガムにカフェインなどを配合し、「ドライブ中の眠気スッキリガム」というコンセプトを打ち出している。
1983年6月にロッテ効能ガムシリーズという位置づけで、「眠気スッキリ!ブラックブラックガム」「お口スッキリ!フラボノガム」「歯につかないフリーゾーンガム」の3商品が発売された。その後の1986年10月には、「歯みがきガム ノータイムガム」も発売された。

## ラインナップ
2014年12月現在
ガム
- ブラックブラックガム（9枚）
  - ブラックブラックガム 3P（9枚×3パック）
  - ブラックブラックガム 5P（9枚×5パック）
  - ブラックブラックガム BIG PACKP18（18枚）
- ブラックブラック SPEEDY（8粒）
- ブラックブラック粒ハード ミニボトル（51g）
- ブラックブラック粒（14粒）
  - ブラックブラック粒 ワンプッシュボトル（140g）

## テレビCM
- ジャン＝クロード・ヴァン・ダム（1993年）
- 唐沢寿明・国分佐智子（1997年）
- 中居正広（2000年 - 2001年）
- 寺島進・小倉優子（2007年）
- ゴルゴ13（2008年）[3]
- FUNKY MONKEY BABYS×ゴルゴ13（2010年）[4]
- ケンシロウ（『北斗の拳』）（2012年）[5]